# Cable HTS

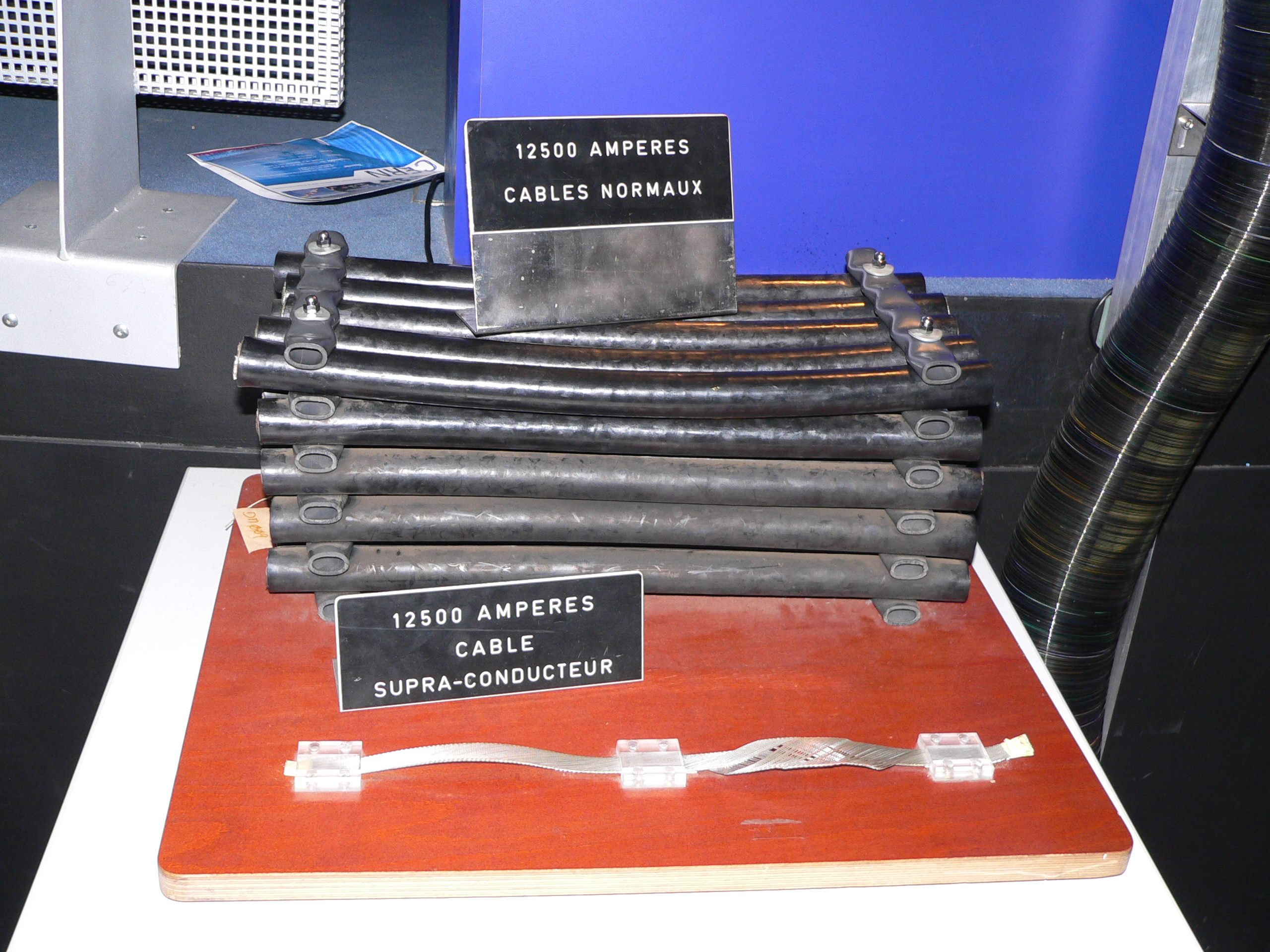
Cables eléctricos para el acelerador de partículas de la CERN: arriba, cables conductores normales para el LEP; abajo, cables superconductores para el LHC. Se observa la drástica reducción de sección necesaria.

Los cables de superconductor de alta temperatura, o cables de HTS de las siglas inglesas de High-temperature Superconductor, o más abreviado cables HTS, son cables para el transporte de la electricidad que se enfrían con nitrógeno líquido para conseguir la propiedad de la superconductividad, lo que les permite tener un precio asequible para proyectos industriales o de obras públicas y no únicamente en proyectos de investigación.

## Historia de la superconductividad
La superconductividad es la propiedad física de conducir la electricidad con resistencia nula o próxima a esta y sin pérdidas de energía, y fue conseguida y detectada en 1911 por el físico holandés Heike Kamerlingh Onnes que la descubrió enfriando lo suficiente al mercurio, 4,2 K (-269 °C). Algunas fuentes indican que el hallazgo tuvo lugar cuando Onnes pidió a un alumno que midiera la resistencia eléctrica del mercurio. El alumno regresó con la noticia de que la resistencia del metal desaparecía misteriosamente cuando la temperatura de la muestra alcanzaba los 4,2 K. Onnes le solicitó que volviera al laboratorio a encontrar el "error" que había cometido. Tras repetir varias veces la experiencia llegaron a la conclusión de que habían realizado un descubrimiento histórico. Onnes recibió el Nobel de física en 1913 por él
En años posteriores se encontraron muchos más materiales que poseían esta propiedad cuando se les enfriaba por debajo de un cierto punto crítico, la llamada temperatura crítica. La desaparición de la resistencia eléctrica no es la única propiedad asombrosa de los superconductores sino también su comportamiento frente a un campo magnético.

## Superconductividad de alta temperatura
En 1987 se alcanzó un logro en los materiales superconductores, Maw-Kuen Wu y Paul C. W. Chu descubrieron una cerámica de óxido de itrio, bario y cobre (YBCO) que era superconductora a 93 K. Esto significaba que estos materiales podían refrigerarse con nitrógeno líquido, que tiene un precio asequible tanto en su producción como en su manipulación, hasta los refrigeradores de laboratorio más pequeños podían enfriarlos por debajo de la temperatura de transición, o crítica. Este descubrimiento fomentó el estudio de cerámicas para conseguir una temperatura crítica cada vez mayor.

## Aplicaciones
Los cables de superconductores de alta temperatura representan una solución a la titánica tarea de llevar más electricidad a las áreas densamente pobladas, hay pocos sitios subterráneos para enterrar el cable. El coste de construir los túneles o los conductos nuevos, incluyendo el coste de adquirir los derechos de paso, para poner el cable adicional es prohibitivo - representan hasta el 75 por ciento de un proyecto del cable. Con su capacidad más alta, los cables superconductores tienen el potencial de multiplicar la fuente de electricidad a un área usando el conducto existente de la infraestructura. Los cables HTS ya usados en proyectos reales son capaces de llevar hasta 3 kA de corriente eléctrica. A pesar de estas ventajas, los cables superconductores de alta temperatura siguen siendo costosos.
Cables HTS mejorados respecto a los primeros diseños colocan los tres conductores necesarios de la fase alrededor de una base central común, rodeada por un protector de cobre. Diseños anteriores requirieron un cable separado para cada fase. El diseño más compacto de los cables de nueva generación reduce a la mitad la cantidad de alambre HTS necesario, también reduce el área superficial a enfriar. Ambas innovaciones bajan el coste de los cables HTS. 

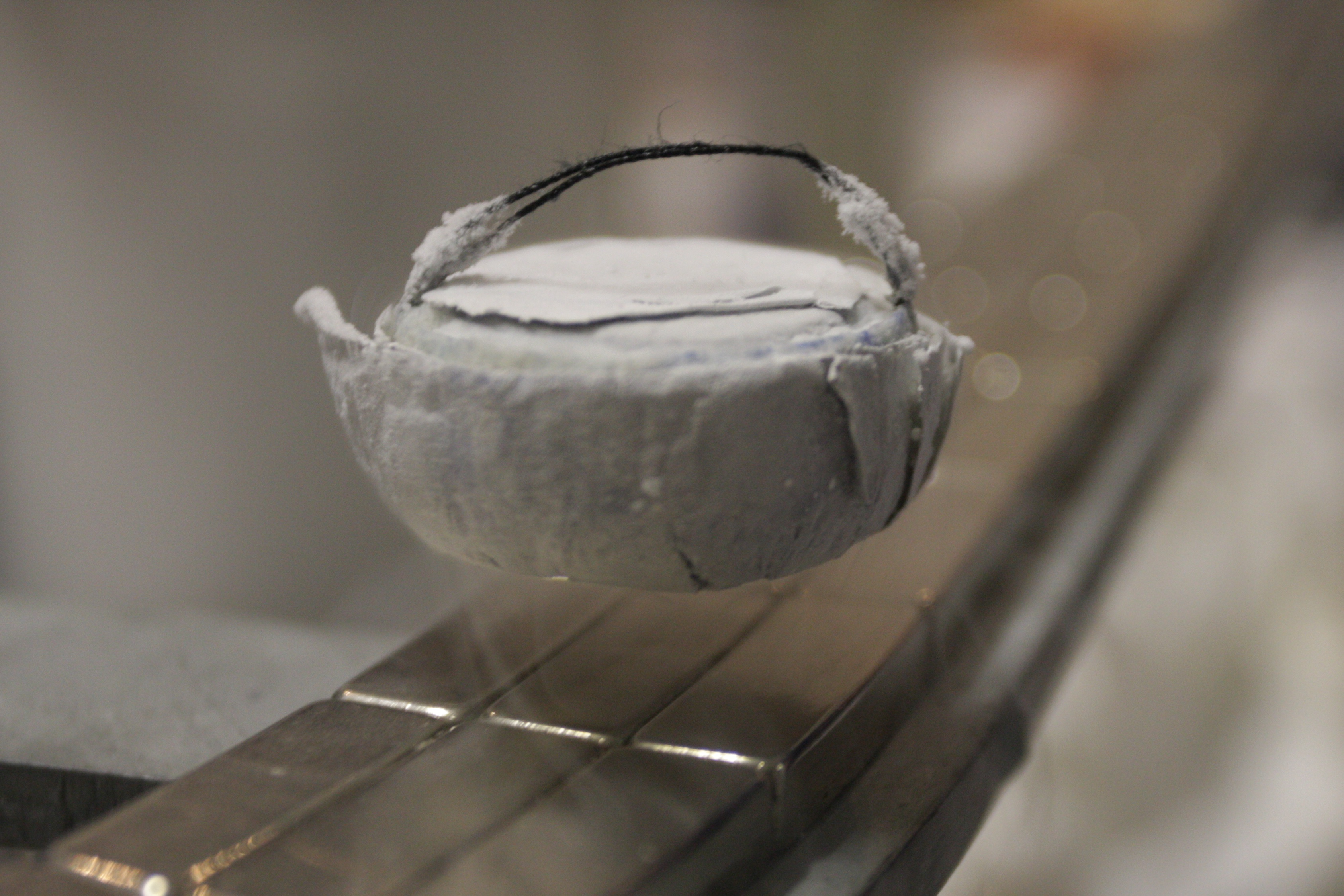
Una pieza de superconductor de alta temperatura levitando sobre un imán.

Aplicaciones futuras están todavía por diseñar y aplicar a distintos campos debido al poco tiempo transcurrido desde el descubrimiento. Algunos proyectos que están estudiando el uso, o incluso lo han hecho en las primeras fases están relacionados con: trenes de levitación, computadoras ultrarrápidas y compactas, almacenamiento de electricidad sin pérdidas, etc.

## Desventajas
Los superconductores que se están utilizando aun cuando reducen las pérdidas de forma drástica siguen teniéndolas cuando se transporta corriente alterna, pero estas pérdidas disminuyen cuando se transporta corriente continua. La disipación ocurre debido a las imperfecciones en los componentes del cable. Las pérdidas totales en un cable, transportando 3 kA por ejemplo, son aproximadamente de 10 W/m por fase en la carga completa.